# Reiterbahnhof

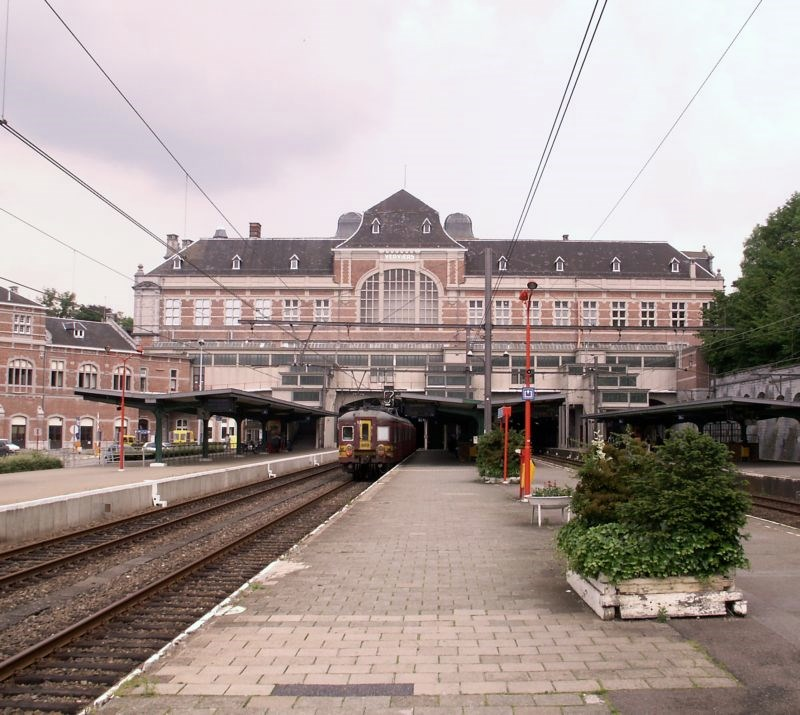
Reiterbahnhof Verviers-Central

Der Reiterbahnhof, auch Sattelbahnhof und Durchgangsbahnhof in Gleistieflage, ist eine Bahnstationsanlage, bei der das Empfangsgebäude gleich einer Brücke quer über den Gleisanlagen liegt. Dabei erübrigt sich eine Einsteighalle. Vom Bahnhofsgebäude führen Treppen, Rampen oder Aufzüge hinunter zu den Bahnsteigen.

## Deutschland

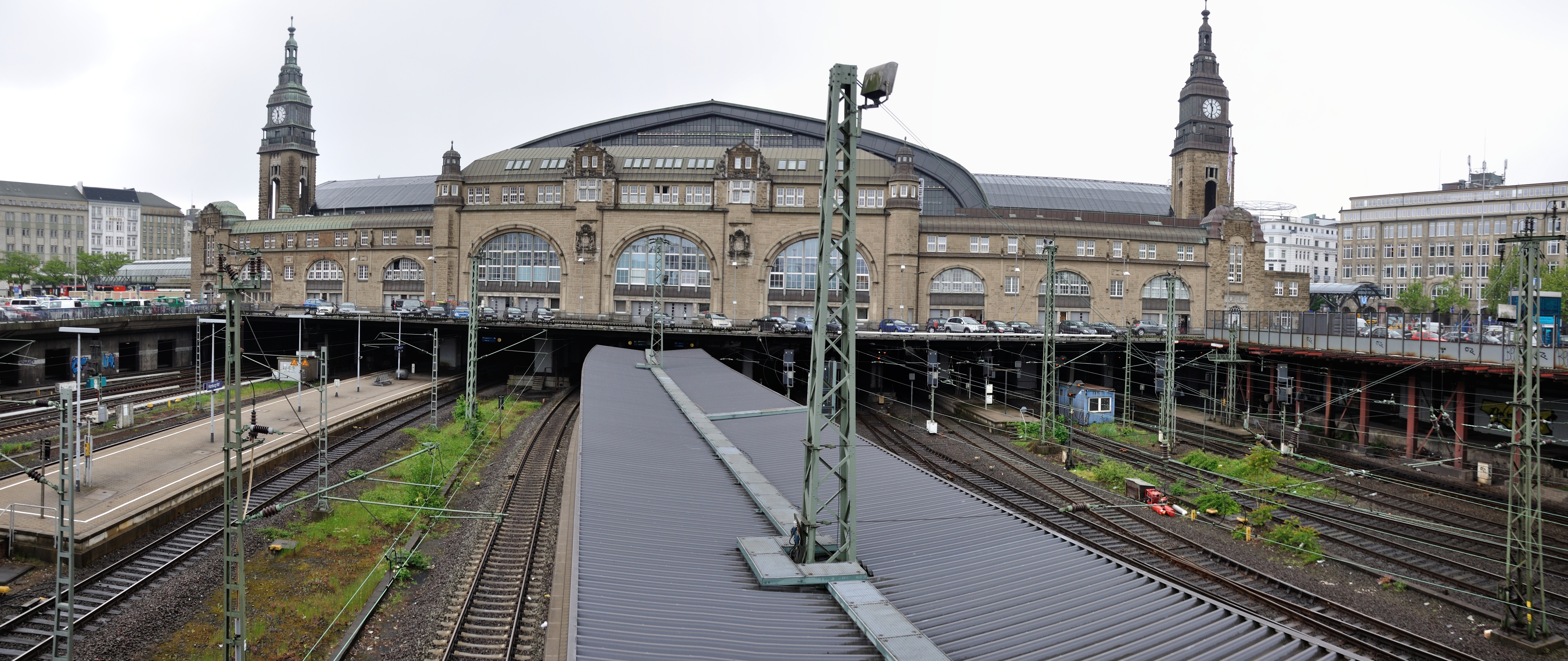
Blick auf die Nordfassade des Hamburger Hauptbahnhofs über den Gleisen

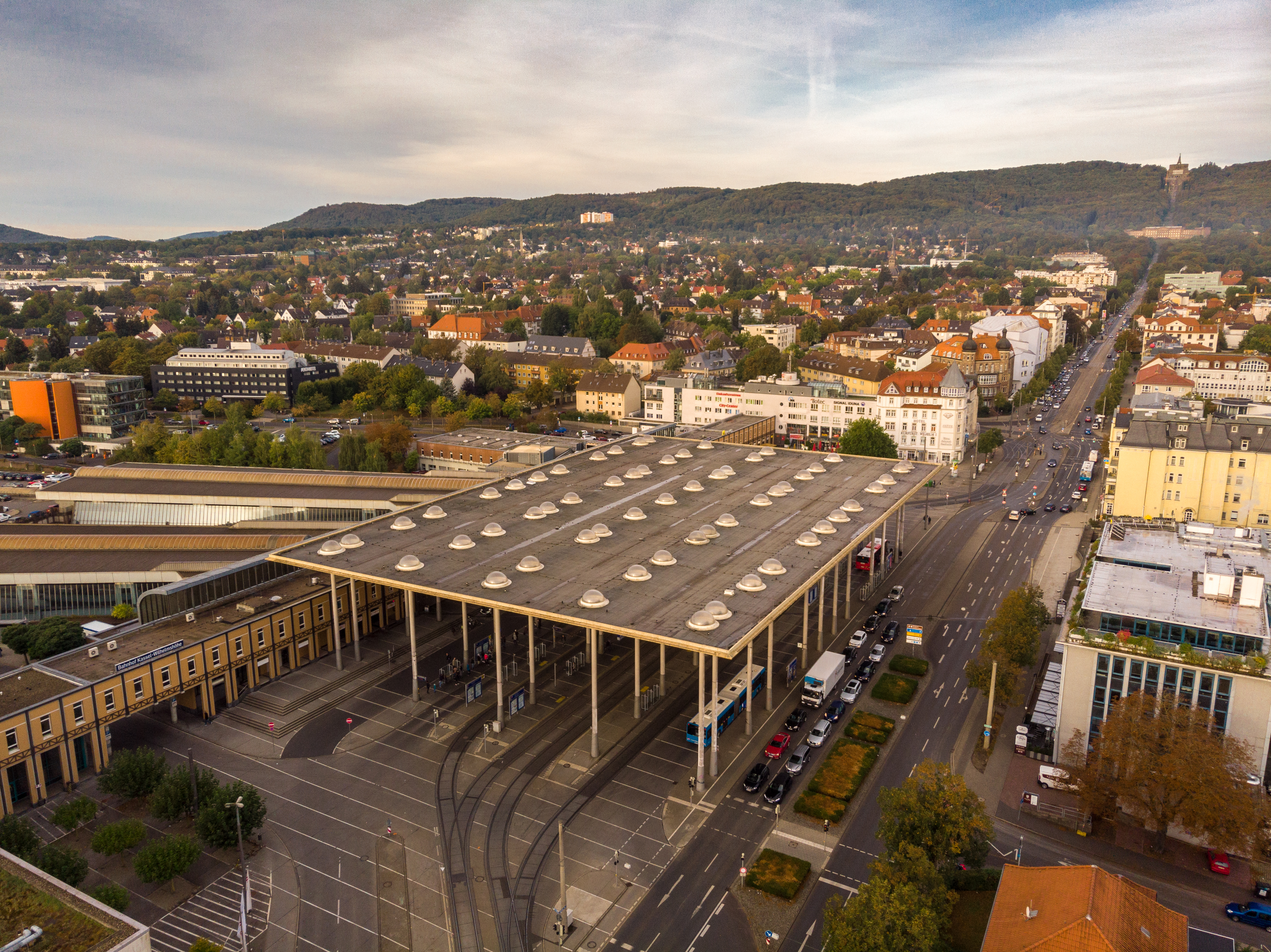
Bahnhof Kassel-Wilhelmshöhe

Der zwischen 1903 und 1906 erbaute Hamburger Hauptbahnhof gehört zu diesem Typ Bahnhof, auch wenn die Gleisanlage durch eine große gemeinsame Bahnhofshalle gedeckt ist und sich zusammen mit weiteren baulichen Anlagen von der Straßenebene aus der Eindruck eines Kopfbahnhofs ergibt. 
Ein weiteres bekanntes Beispiel ist der 1991 eröffnete Bahnhof Kassel-Wilhelmshöhe an der Neubaustrecke Hannover–Würzburg.
Das Empfangsgebäude des Bahnhofs Berlin Gesundbrunnen wurde nachträglich auf einer bereits bestehenden Betonplatte nach dem Kasseler Modell 2014 erbaut und im März 2015 eröffnet.
Ein Teil des 1999 in seiner jetzigen Form eröffneten Gebäudes des Potsdamer Hauptbahnhofs liegt ebenfalls über den Gleisen. Ein weiterer Reiterbahnhof in Deutschland ist der Bahnhof Aumühle. Der 2003 eröffnete Frankfurt Flughafen Fernbahnhof ist ebenfalls ein Reiterbahnhof. Die Empfangshalle ist allerdings nur von einer Seite zu erreichen.

## Österreich
- Bahnhof Wien Mitte
- Wien Nordwestbahnhof war  Reiterbahnhof und gleichzeitig Kopfbahnhof, besteht aber nicht mehr.

## Schweiz

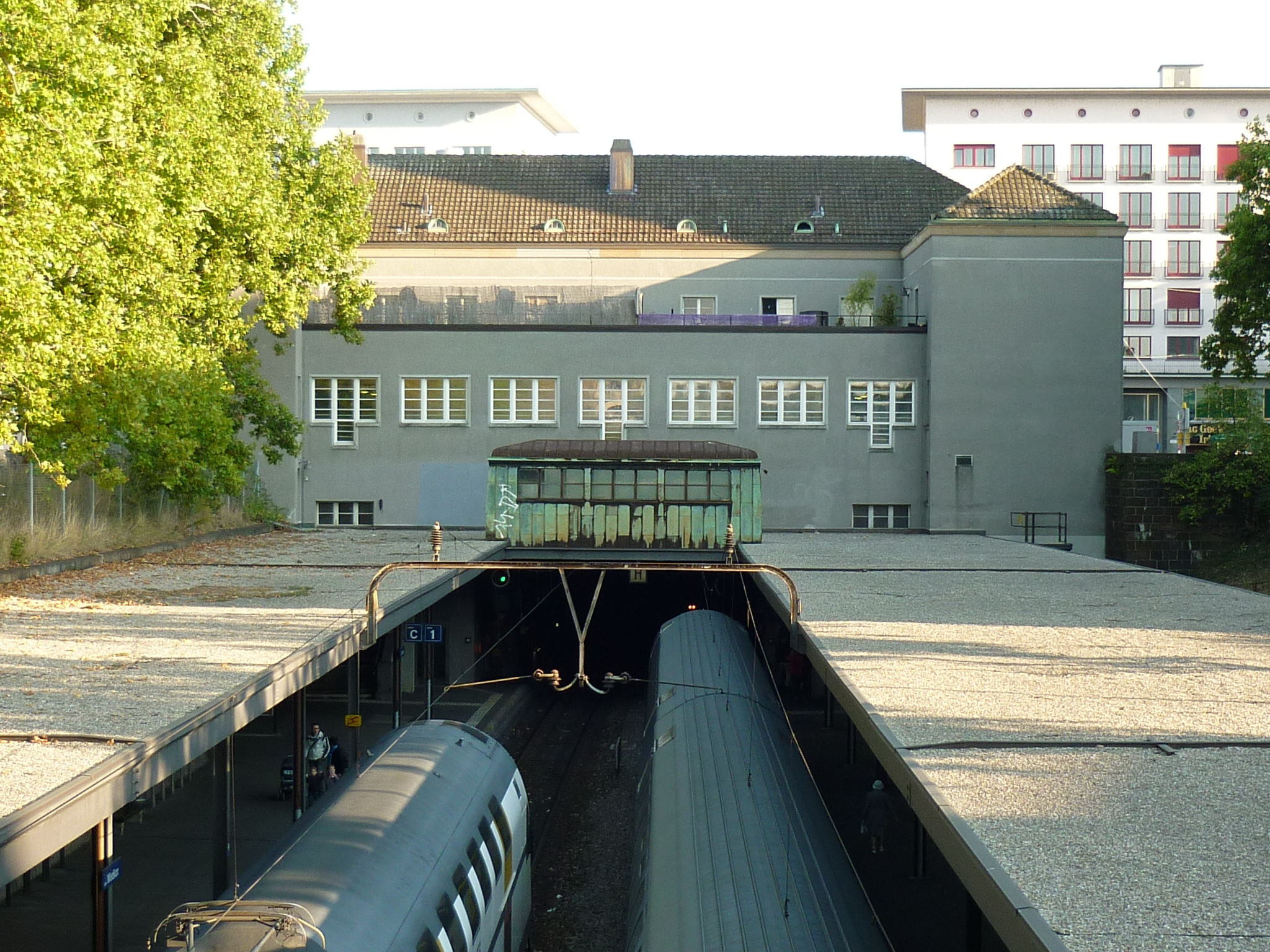
Bahnhof Wiedikon mit Stellwerk-Blechhäuschen

Der Zürcher S-Bahnhof Wiedikon ist der einzige Reiterbahnhof in der Schweiz. Die Linksufrige Zürichseebahn wurde 1897 mit dem Durchstich des Zimmerbergs zum Gotthardbahn-Zubringer. Das steigende Verkehrsaufkommen zwang Anfang des 20. Jahrhunderts die SBB dazu, die Seebahn auf dem Gebiet der Stadt Zürich in Tieflage zu verlegen. Sie  wurde zwischen dem Vorfeld des Hauptbahnhofs und Wollishofen in einen offenen Graben versetzt und elektrifiziert. Damit erhielt Wiedikon einen neuen Bahnhof, der von Stadtbaumeister Hermann Herter als Reiterbahnhof im Stil des Neuen Bauens erstellt wurde. Seit 1927 verlaufen die Gleise im Seebahn-Einschnitt und gehen unter dem Stationsgebäude Wiedikon und dem ehemaligen Stellwerk hindurch.

## Belgien

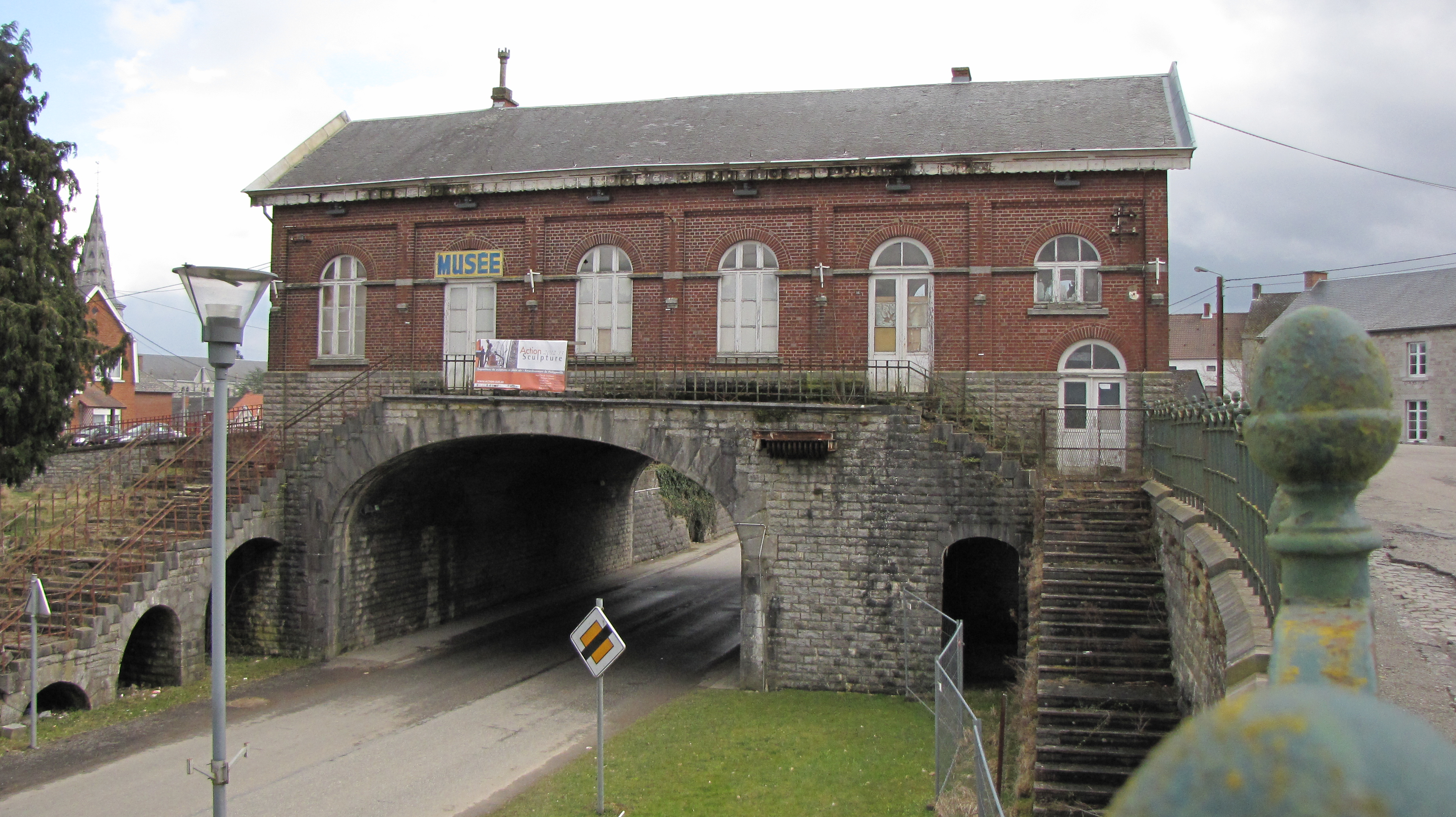
Ehemaliger Reiterbahnhof von Cerfontaine

- Verviers Central, besitzt ein gepflegtes historisches quer über den Gleisen errichtetes Empfangsgebäude.
- Cerfontaine

## Dänemark
- Kopenhagen Hauptbahnhof

## Frankreich
- Bahnhof Limoges-Bénédictins
- Bahnhof Rennes

## Großbritannien

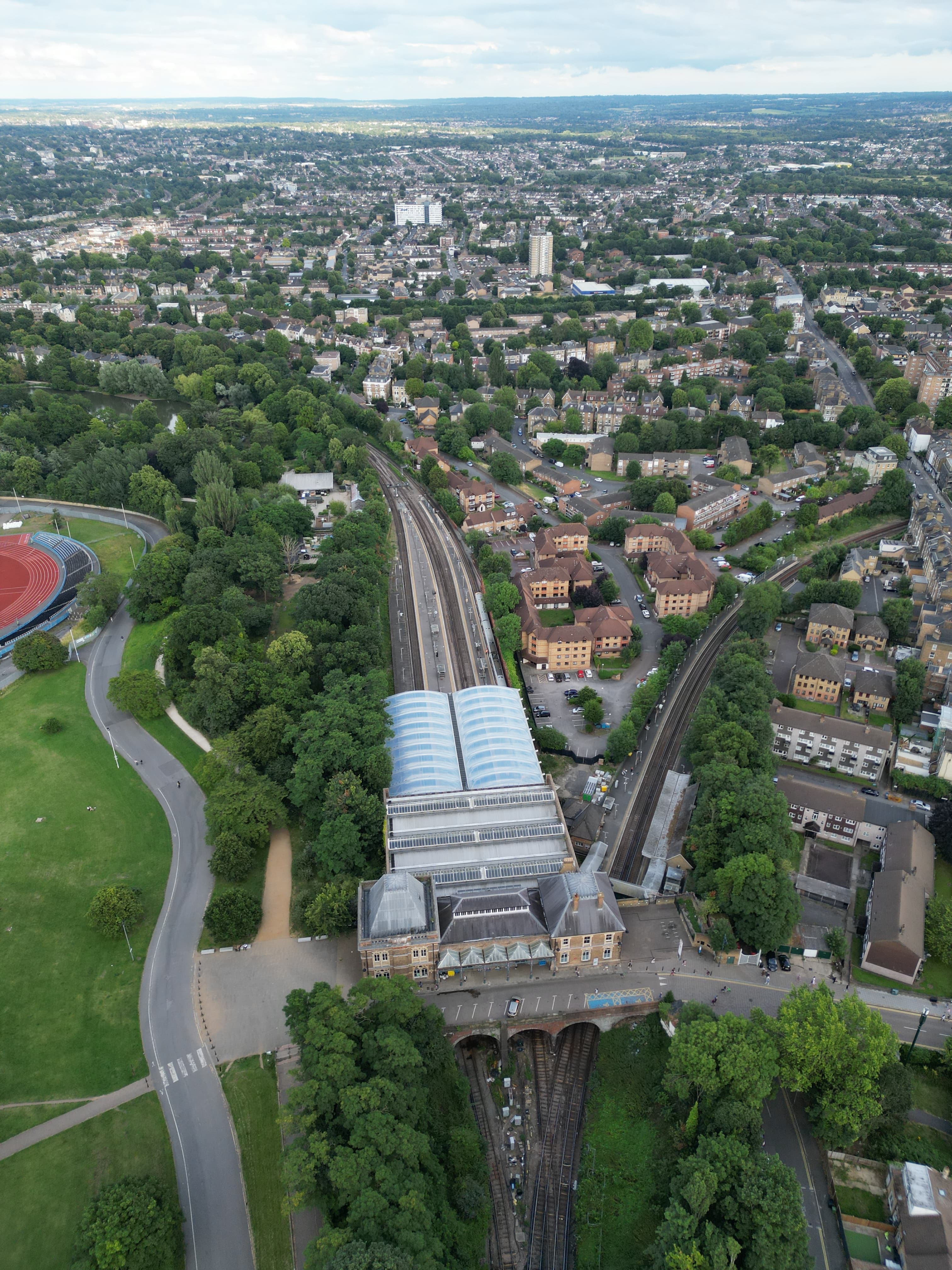
Luftbild des Bahnhof Crystal Palace

- London Borough of Bromley, Bahnhof Crystal Palace
- London Borough of Southwark, Camberwell, Denmark Hill

## Italien
- Castellanza
- U-Bahnhof Cernusco sul Naviglio
- Milano Bovisa Politecnico
- Milano Bullona (2003 stillgelegt)
- Milano Porta Romana
- Roma Tiburtina
- Venaria Reale
- U-Bahnhof Vimodrone

## Niederlande

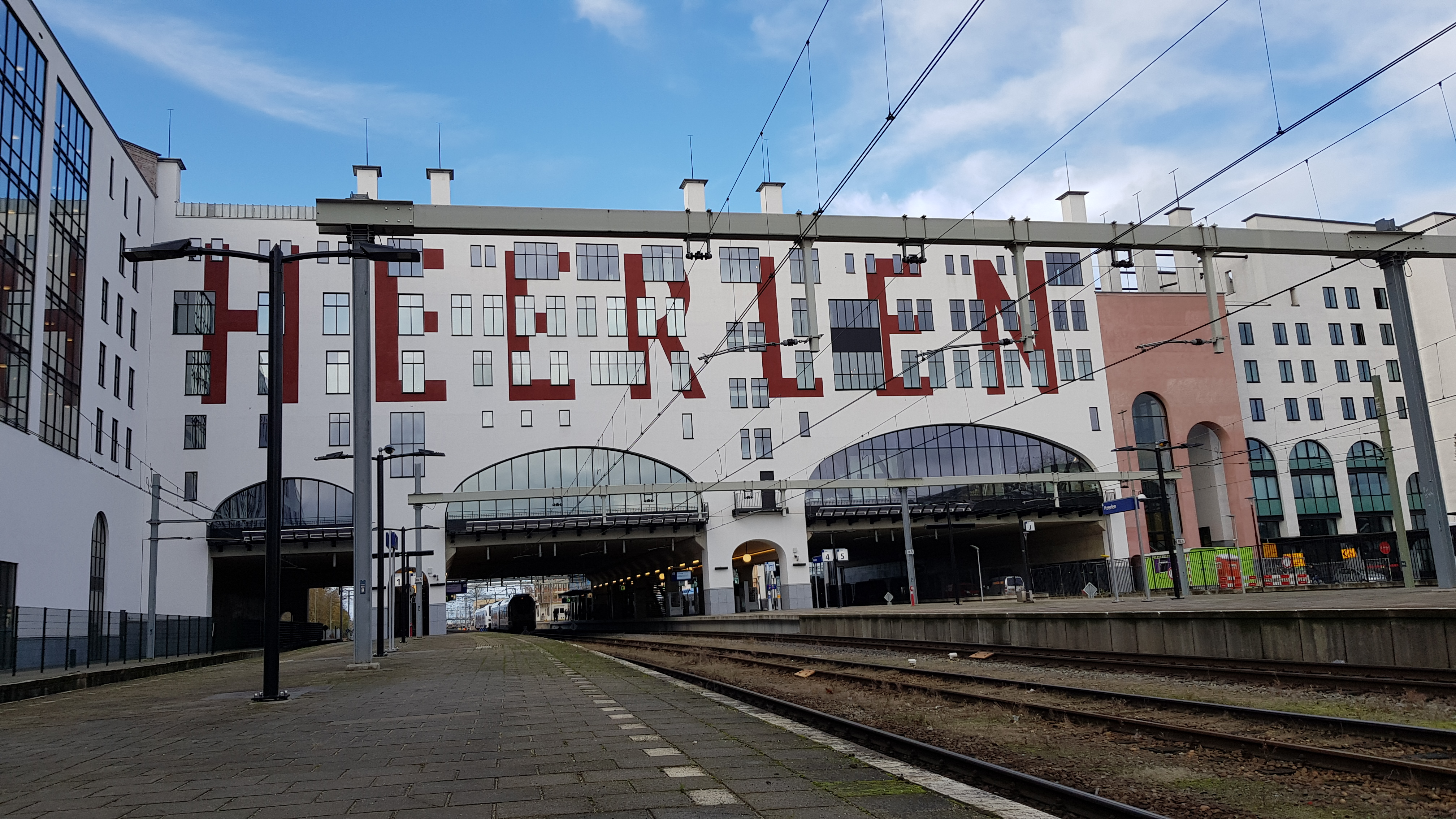
Bahnhof Heerlen

- Utrecht Centraal
- ’s-Hertogenbosch
- Heerlen

## China
- Guangzhou Südbahnhof
- Peking Südbahnhof
- Bahnhof Shanghai-Hongqiao

## Australien

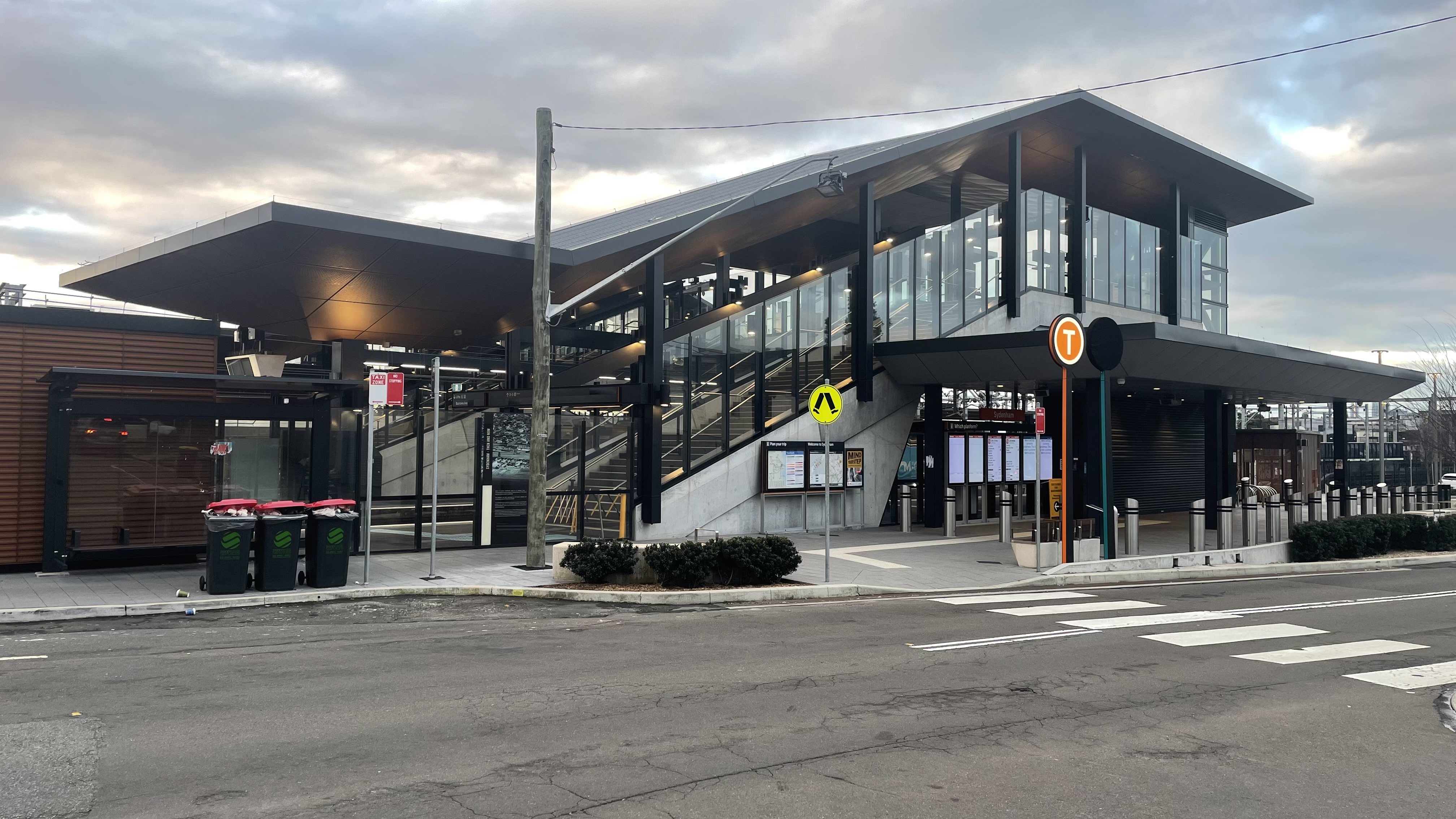
Bahnhof Sydenham

- Bahnhof Melbourne Flinders Street Victoria – Das Empfangsgebäude befindet sich teilweise über den Gleisen, das Gleisvorfeld ist auf einer Seite überdeckelt.
- Bahnhof Sydenham

## USA
- New York Pennsylvania Station – Gleise in Tunnellage. Das historische Bahnhofsgebäude wurde 1963 abgerissen.

## Sonderfälle
Mehrere Bahnhöfe sind ebenfalls Durchgangsbahnhöfe mit Gleistieflage, bestehen aber im Unterschied zu den Reiterbahnhöfen aus einem Empfangsgebäude in Hochlage neben den Gleisen. Daran schließt sich auf gleichem Höhenniveau eine Überführung an, von der aus die Bahnsteige zu erreichen sind. Teilweise besitzen diese Bahnhöfe auch eine Bahnsteighalle. Hierzu zählen Lübeck Hauptbahnhof, Bahnhof Amersfoort Centraal, Heidelberg Hauptbahnhof oder Darmstadt Hauptbahnhof. Der Bahnhof Dülmen kombiniert dieses Modell mit der Bauart des Turmbahnhofs.